# Syrena mniejsza
Syrena mniejsza (Siren intermedia) – gatunek płaza ogoniastego z rodziny syrenowatych (Sirenidae).

## Rozmieszczenie geograficzne
Syrena mniejsza żyje na kontynencie północnoamerykańskim. W Stanach Zjednoczonych występuje w pasie przybrzeżnych równin od stanu Karolina Północna aż do środkowej Florydy i wschodniego Teksasu na południe, na północ zaś sięga południa Michigan. W USA zwierzę występuje pospolicie. W Meksyku płaz zajmuje północne części stanów Tamaulipas i Veracruz (w przypadku tego ostatniego stanu istnieje jedynie kilka doniesień o obecności Siren intermedia, jednak mogą one dotyczyć innego, nieopisanego dotąd gatunku, dlatego też International Union for Conservation of Nature widzi konieczność przeprowadzenia dalszych badań).

## Systematyka
W 2023 roku Fedler i inni przestawili wyniki badań genetycznych, według których Siren intermedia w dotychczasowym ujęciu stanowi nie jeden, lecz kilka gatunków. Autorzy ci wyznaczyli neotyp Siren intermedia, podnieśli podgatunek S. intermedia nettingi do rangi gatunku (Siren nettingi) i zsynonimizowali z nim wyróżniany dotąd podgatunek S. intermedia texana, ponadto opisali nowy gatunek – Siren sphagnicola. W takim ujęciu systematycznym zasięg Siren intermedia obejmowałby jedynie tereny od Karoliny Północnej po środkową Florydę oraz południową Georgię i południową Alabamę.

## Budowa
Zwierzę cechuje się wydłużonym ciałem. Można podzielić je na trzy główne części: głowę, tułów i ogon. Granice pomiędzy nimi wyznaczają podstawa czaszki i kloaka. Osobniki zmierzone przez Gillisa mierzyły od 33,7 do 38,1 cm długości, średnia wyniosła 36,3 cm. 5–6% tych wartości przypada na głowę. Tułów stanowi od 59 do 65% całkowitej długości ciała. Jego przednia część jest wąska. Odchodzą od niej niewielkie, zredukowane przednie kończyny. Leżą one około 2 cm za podstawą czaszki. Za łapami tułów grubieje, osiągając maksymalną grubość 7% długości ciała. Następnie robi się coraz cieńszy. U podstawy ogona osiąga już grubość równą tylko 4–5% długości ciała, a więc mniej więcej tyle, ile w miejscu odejścia kończyn przednich. Ogon jest spłaszczony bocznie, bardziej na odcinku dystalnym. Obejmuje 29–35% długości ciała.
Ilość kręgów nie jest u tego gatunku stała. Gillis zbadał pod tym względem 4 osobniki, z których trzy cechowały się podobną budową kręgosłupa. Miały od 94 do 96 kręgów, natomiast czwarty miał ich 74. Co więcej, był on dłuższy od pozostałych. Długość pojedynczego kręgu waha się w granicach 0,1–2% długości ciała. Zależy ona od osobnika (duży osobnik o mniejszej ilości kręgów miał oczywiście kręgi większe) oraz od pozycji w kręgosłupie. Kręgosłup rozpoczyna się trzema niewielkimi kręgami, ich rozmiary rosną w kierunku dystalnym. Po nich następują kręgi większe, które jednak nie różnią się zbytnio wielkością między sobą. Różnice wielkości pojawiają się ponownie dopiero w ogonie. Kręgi odcinka ogonowego zmniejszają się w kierunku dalszym, w końcu widać je tylko na fotografii rtg prześwietlonej od tyłu.
Receptory tworzące linię boczną rozmieszczone są pojedynczo.

## Fizjologia
Syrena mniejsza porusza się dzięki falistym ruchom ciała. Zazwyczaj przemieszcza się ona w okolicy dna zbiornika.
Gillis badał zwierzęta poruszające się z prędkością od 0,3 do 1,5 długości na s. Zauważył on, że w tym przedziale syrena mniejsza potrafi utrzymać pozycję przez kilka cykli związanych z uderzeniami ogona, zwracając uwagę na trudności płaza z utrzymaniem danej pozycji. Największa zaobserwowana przez niego szybkość wynosiła 1,85 długości na s.

## Tryb życia
Za dnia Siren intermedia ukrywa się wśród roślin i odpadków.
W przypadku wyschnięcia zbiornika wodnego zwierzę potrafi drążyć w dnie. Zagrzebana w mule, potrafi przetrwać suszę

### Cykl życiowy
Syrena mniejsza składa jaja w środowisku wodnym. Umieszcza je w mule na dnie zbiornika wodnego w niewielkim pakiecie bądź w jamce pokrytej odpadkami.

## Ekologia
Siedliskami tego płaza są płytkie, ciche zbiorniki wodne o względnie ciepłej wodzie. Mogą być one mętne. Rośnie w nich bujna roślinność. Z wód stojących IUCN wymienia wśród nich bagna, tereny podmokłe, stawy, jeziora, rowy. Podaje też, że w mniejszym stopniu syrena ta spotykana jest w rzekach i strumieniach.

## Zagrożenia i ochrona
Gatunkowi nie zagraża wyginięcie. IUCN przypisuje syrenie mniejszej status gatunku najmniejszej troski (LC – Least Concern). Uzasadnia to szerokim zasięgiem występowania tego płaza i, prawdopodobnie, wysoką liczebnością populacji, a także małym prawdopodobieństwem szybkiego spadku liczebności populacji.
W USA temu pospolitemu tam gatunkowi nie zagraża niebezpieczeństwo wyginięcia. Status płaza w Meksyku wymaga dodatkowych badań terenowych. Jednakże wiele lokalnych populacji zostało uszczuplonych, a nawet przestało istnieć. Wiązało się to z utratą siedlisk.
Wśród zagrożeń dla tego gatunku IUCN wymienia rolnictwo i urbanizację. Powodują one utratę bądź zmiany w środowisku zamieszkiwanym przez syreny.
Gatunek znajduje się pod ochroną gatunkową w Meksyku. Jego zasięg występowania obejmuje również kilka obszarów chronionych.

## W niewoli
Gillis w swych badaniach trzymał syreny w wodzie o temperaturze 19,5±0,5 °C, 12 h w świetle i 12 h w ciemności. Płaza można karmić dżdżownicami z rodzaju Lumbricus.